# Langar-ota-Mausoleum

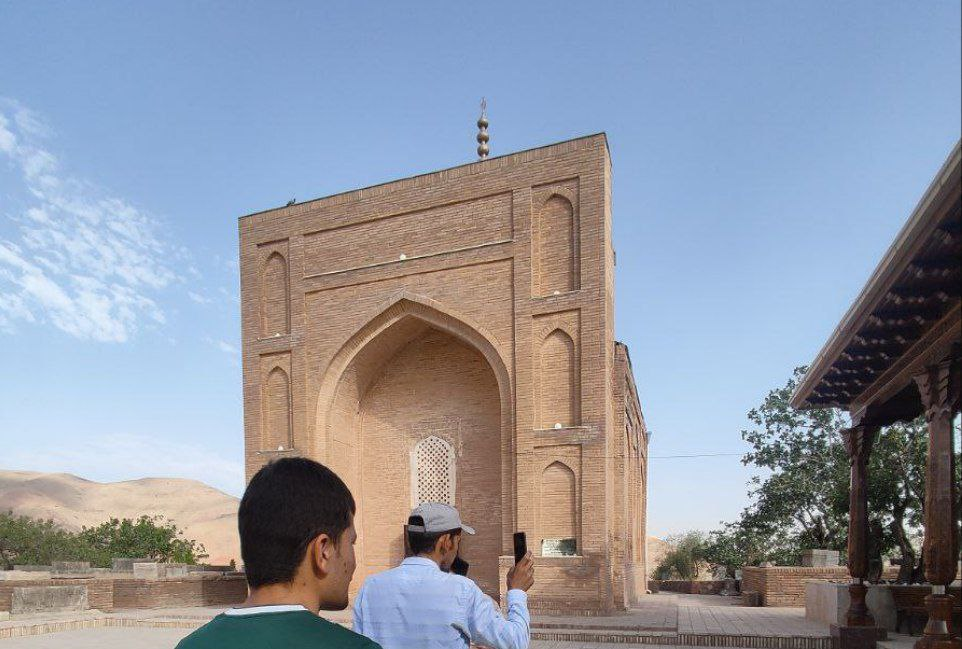
Langar-ota-Mausoleum

Das Mausoleum von Langar ota (usbekisch Langar ota maqbarasi) ist ein Baudenkmal, das im Kishlak des Langar Kamaschinski Bezirks (Viloyat Surxondaryo, Usbekistan) erbaut wurde. Das Mausoleum wurde im 15. Jahrhundert erbaut.
Derzeit ist es in der Liste des materiellen Kulturerbes Usbekistans von republikanischer Bedeutung enthalten.

## Geschichte
In den Bergen in der Nähe von Shahrisabz steht das Mausoleum von Muhammad Sodiq, dem großen Führer des Ishkiya-Ordens. Er kam aus Mekka hierher, wie es für einen Sufi üblich ist, und brachte den Koran und Haare des Propheten mit sich, indem er an dem Ort Halt machte, an dem sein Kamel sich niedergelassen hatte. Das Wort „Langar“ bedeutet Anker und ist das Heiligtum Gottes auf Erden, der Ort, an dem der Sufi Halt gemacht hat. Heute gibt es an dieser Stelle einen Stein, der in Form an ein Kamel erinnert. In der Nähe dieses Ortes am Hang des Dorfes Langar befindet sich der örtliche Friedhof, und auf dem Hügelgipfel befindet sich das Mausoleum des Scheichs Muhammad Sodiq (oder Langar-Ota-Mausoleum), das im 15. Jahrhundert erbaut wurde. In der sowjetischen Zeit versuchten die örtlichen Behörden, das Mausoleum zu restaurieren, aber die Arbeiten wurden nur teilweise und nicht professionell ausgeführt. Während der Rekonstruktion wurde der Torbogen des Mausoleums Sheikh Langar-Ota mit Beton verstärkt, über den dann standardgemäß gebrannte Ziegelsteine gelegt wurden. Im Inneren des Mausoleums ist die Nische mit Holzstützen verstärkt. Im Jahr 2007 wurde das Mausoleum restauriert. Während der Rekonstruktion wurden die äußeren Türen des Mausoleums durch moderne ersetzt, die inneren blieben unberührt.
Im Mausoleum befinden sich fünf Gräber:
- eines einer Frau, vermutlich einer Tochter von Amir Timur (nach lokalen Annahmen);
- Muhammad Sodiq, dessen Grabstein mit Gold bemalt ist;
- der Sohn von Muhammad Sodiq, dessen Grabstein mit Silber bemalt ist;
- Abu al-Hasan, ein Scheich aus dem Jemen, der auf seine Regierung verzichtet und sich als Einsiedler niedergelassen hat.[4]

Der Langar Ota Mausoleum ist ein antikes Verehrungsstätte, wie es durch die hier vorhandenen Denkmäler bestätigt wird. Die Inschriften im Inneren des Mausoleums sind einzigartig und in keinem anderen Heiligtum des Landes zu finden. Im Mausoleum sind Grabsteine im Format 1x2 installiert, die vertikal am Kopfende der Gräber sehr kunstvoll angebracht sind. Auf der rechten und linken Seite des Eingangs des Mausoleums sind 9 Steine mit einem Gewicht von einer Tonne oder mehr installiert.
Der Turm des Mausoleums ist mit vier Kugeln verziert, ein solcher Turm wird nur über dem Grab des großen Sufis installiert (außer dem Grab in Langar, ein solcher Turm nur über dem Mausoleum von Dschalal ad-Din Rumi). Jede der Kugeln kennzeichnet die Stufen der Erleuchtung:
- Scharia, das Studium der Gesetze und die eifrige Einhaltung von ihnen. Nur die strikte Einhaltung von Gesetzen wird es dem zukünftigen Sufi ermöglichen, die Fähigkeit zur Erkenntnis der Welt als materielle Verkörperung des Göttlichen in sich zu entwickeln.
- Tarikat, wahres Streben nach Vollkommenheit, Hingabe des gesamten Selbst an diesen Zweck.
- Maarifat, die überempfindliche Erkenntnis der Einheit des Universums in Gott, das Erkennen des Geistes und des Herzens der Vollkommenheit, das Verstehen von Gut und Böse.
- Hakikat, das Verständnis der höchsten Wahrheit, die Verschmelzung des Bewusstseins mit Gott, die Selbstauflösung im Göttlichen – der höchste Punkt des Weges und der Vollkommenheit.

Um das Mausoleum herum befinden sich die Gräber von mehr als dreihundert Sufis, Schülern und Anhängern von Muhammad Sodiq. Im Mausoleum wurden sieben Seiten des Usman-Korans aufbewahrt, die jetzt nach Taschkent, in das Orientalistik-Institut, verlegt wurden.